# Reussoolina
Reussoolina es un género de foraminífero bentónico de la familia Lagenidae, de la superfamilia Nodosarioidea, del suborden Lagenina y del orden Lagenida. Su especie-tipo es Oolina apiculata. Su rango cronoestratigráfico abarca desde el Pliensbachiense (Jurásico inferior) hasta la Actualidad.

## Clasificación
Reussoolina incluye a las siguientes especies:
- Reussoolina aphela
- Reussoolina apiculata
- Reussoolina burdigalensis
- Reussoolina carteri
- Reussoolina laevis
- Reussoolina parapiculata
- Reussoolina strangeri
- Reussoolina trachiella

Otras especies consideradas en Reussoolina son:
- Reussoolina globosa, aceptado como Oolina globosa
- Reussoolina stellula, aceptado como Oolina stellula